# 4-амінонафтален-1-сульфокислота
4-амінонафтален-1-сульфокислота (нафтіонова кислота) — органічна сполука з класу сульфокислот і ароматичних амінів. Є білою твердою речовиною, яка погано розчинна у воді.

## Отримання
Уперше була отримана сульфуванням та відновленням 1-нітронафталену сульфітом амонію, але при цьому утворювалися також ди- і три-сульфонові кислоти.
Зараз застосовують такий спосіб: 1-нафтиламін розчиняють в 1,2-дихлоробензені, додається концентрована сульфатна кислота, отримана сіль нагрівається до 180°C з утворенням нафтіонової кислоти та води, вода відганяється, залишок додають до розчину натрій карбонату, водну фазу відділяють, натрій нафтіонат відділяють додаванням натрій хлориду, продукт відфільтровують.

## Хімічні властивості
У присутності гідрогенсульфіту натрію вступає в реакцію, протилежну реакції Бухерера з утворенням 4-гідроксинафталенсульфокислоти. Може вступати в реакції електрофільного заміщення, наприклад, реакція з діазосполуками утворює азобарвники.

## Застосування
Застосовується для синтезу барвників, таких як конго червоний.